# بلوز مخفی
بلوز مخفی (به انگلیسی: Undercover Blues) فیلمی محصول سال ۱۹۹۳ و به کارگردانی هربرت راس است. در این فیلم بازیگرانی همچون کاتلین ترنر، دنیس کواید، فیونا شو، استنلی توچی، لری میلر، پارک اورال، تام آرنولد، اوبا باباتونده، رالف برون، یان تریسکا، مارشال بل، ریچارد جنکینز، سال روبینک، دیو شپل، جنیفر لوئیس، داکین متیوز و الکساندر کروپا ایفای نقش کرده‌اند.